# Francisco Mateo Aguiriano y Gómez

Francisco Mateo Aguiriano y Gómez (Alesanco, 15 de septiembre de 1742 - Logroño, 21 de septiembre de 1813), eclesiástico español, que fue obispo de Calahorra y La Calzada.
Nombrado obispo auxiliar de Toledo y obispo titular de Tagaste el 15 de abril de 1776, su consagración como obispo de Tagaste  tuvo lugar el 26 de mayo de ese mismo año por Antonio Jorge y Galván, arzobispo de Granada, auxiliado por Manuel Ferrer y Figueredo, arzobispo titular de Edessa de Osrhoëne, y Felipe Pérez Santa María, obispo titular de Constantia in Arabia.
El 29 de marzo de 1790 fue nombrado obispo de Calahorra y La Calzada, sede episcopal en la que permaneció hasta su muerte el 21 de septiembre de 1813.